# Стад Сильвіо Катор
«Стад Сильвіо Катор» (фр. Stade Sylvio Cator) — багатофункціональний стадіон у місті Порт-о-Пренс, Гаїті, головна спортивна споруда країни.
Стадіон відкритий 1953 року. Має потужність 10 500 глядачів. У 2010 році частково зруйнований в результаті нищівного землетрусу.
Арена носить ім'я видатного гаїтянського спортсмена Сильвіо Катора.